# سیکلینگ‌هال
سیکلینگ‌هال (به انگلیسی: Sicklinghall) یک روستا و محله مدنی در بریتانیا است که در بخش هروگت واقع شده‌است. سیکلینگ‌هال ۳۳۶ نفر جمعیت دارد.